# Adil Hussain
Adil Hussain (Assam, 5 ottobre 1963) è un attore indiano.

## Biografia
Adil Hussain ha lavorato nel cinema indiano, incluso il cinema d'essai e Bollywood mainstream, nonché nel cinema internazionale, in film come Il fondamentalista riluttante (The Reluctant Fundamentalist) e Vita di Pi (Life of Pi), entrambi del 2012.
Ha ricevuto i National Film Awards (giuria speciale) ai National Film Awards 2017 per Hotel Salvation e Maj Rati Keteki. Ha recitato in film in inglese, hindi, assamese, bengalese, tamil, marathi, malayalam, norvegese e francese.
Nel 2020-2021 interpreta l'ufficiale della Flotta Stellare Aditya Sahil nella terza stagione di Star Trek: Discovery, sesta serie televisiva del franchise di fantascienza Star Trek.

## Filmografia parziale

### Cinema
- In Othello, regia di Roysten Abel (2003)
- Gangor, regia di Italo Spinelli (2010)
- Il fondamentalista riluttante (The Reluctant Fundamentalist), regia di Mira Nair (2012)
- Vita di Pi (Life of Pi), regia di Ang Lee (2012)
- Sunrise (Arunoday), regia di Partho Sen-Gupta (2014)
- Mukti Bhawan, regia di Shubhashish Bhutiani (2016)
- Crash Test Aglaé, regia di Éric Gravel (2017)
- Cosa dirà la gente (Hva vil folk si), regia di Iram Haq (2017)
- Dolci e spezie dall'India (India Sweets and Spices), regia di Geeta Malik (2021)

### Televisione
- Delhi Crime – serie TV (2019)
- Star Trek: Discovery – serie TV, episodi 3x01-3x03-3x13 (2020-2021)

## Doppiatori italiane
Nelle versioni in italiano delle opere in cui ha recitato, Adil Hussain è stato doppiato da:
- Franco Mannella in Il fondamentalista riluttante, Cosa dirà la gente
- Paolo Marchese in Vita di Pi
- Massimo De Ambrosis in Dolci e spezie dall'India